# Hélder Martins
Hélder Eduardo de Souza (grafia atual: Sousa) Martins (28 de Novembro de 1901 - m. ?) foi um general do Exército e cavaleiro olímpico português.

## Biografia
Frequentou o Colégio Militar entre 1912 e 1918.

### Jogos Olímpicos
Competiu nos Jogos Olímpicos de 1924 e nos Jogos Olímpicos de 1928.
Em 1924, Hélder de Sousa Martins, com o seu cavalo Avro, ganhou a medalha de bronze integrando a equipa portuguesa de salto equestre, composta por si, por António Borges d'Almeida e por José Mouzinho d'Albuquerque, depois de na competição individual ter terminado na décima-sétima posição.
Quatro anos depois, com o mesmo cavalo, terminou em sexto lugar na competição de equipas de salto equestre, depois de ter terminado em décimo-sexto lugar na competição individual.

#### Honrarias
O seu nome perdura na toponímia portuguesa, em nomes de arruamentos.